# Per Josephson
Per Josephson, född 22 februari 1971 i Stockholm, är en konstnär och författare.

## Biografi
Per Josephson föddes i Stockholm den 22 februari 1971. Han är son till TV-producenten Sonja Döhre och Staffan Josephson. Per är släkting till 1800-tals konstnären Ernst Josephson. Josephson studerade på Konstfack 1992-1996. Senare läste han till copywriter på Berghs School of Communication 1998-2000. Han har även gått på Biskops-Arnös författarskola 2004-2005.

## Konstnärlig verksamhet
Per Josephson ställer ofta ut på offentliga platser, såsom Sergels torg, Kungsträdgården och Strøget i Köpenhamn.
Josephson arbetar bland annat med skulptur, oljemålning och datagenererad collagekonst. Josephsons utställningar består oftast av flera enheter under ett sammanhållet tema, såsom till exempel text, bild och skulptur.
2010 genomfördes konstprojektet "Art Break", som ersatte reklamen på Södergatan i Malmö med Josephsons konst.
Under Kulturhuvudstadsåret 2012 i Helsingfors gjorde Josephson det officiella mönstret till porslinsföretaget Iittalas jubileumsporslin.
2013 ställde Josephson ut "Vildhästar". Utställningen, som bestod av tio rostiga stålhästar, visades först på Brunkebergstorg i Stockholm. Därefter flyttades hästarna till Slottsskogen i Göteborg. Konstresan avslutades på Gustav Adolfs Torg i Malmö. Numera står de permanent på Tjolöholms slott.

## Utställningar (urval)
- 5xJosephson&CO - Blanchs Konstsalong - Stockholm (2021)
- 5xJosephson - Blanchs Konstsalong - Stockholm (2021)[9]
- The Gallery - Göteborg (2020)
- Galleri Jan Wallmark - Stockholm (2019)
- Galleri 3 - Stockholm (2017)[10]
- I afton dans IV - Sergels torg - Stockholm (2015)
- I afton dans III - Miva fine art gallery - Malmö (2014)
- Vildhästar - Slottskogen - Göteborg (2013)
- Stölder - Galleri Duerr - Stockholm (2012)
- Var dag - Strøget - Köpenhamn (2011)
- Art break - Rikstäckande - Sverige (2010)
- Mellanrum - Skrapan - Stockholm (2009)
- Konstslag - Arkaden - Göteborg (2008)
- Vardag - Gallerian - Stockholm (2007)

## Skönlitterära texter
- 5xJosephson (2021)
- 3 Århundradets kulturkatastrof (2018)
- I afton dans (2015)
- L’histoire (2009)
- Utan titel (2009)
- I replik (2008)
- 65-90 (2007)